# 이찬혁 (정치인)
이찬혁(李贊赫, 1924년 1월 8일~2017년 7월 19일)은 대한민국의 정치인으로, 황해도 송화군 출신이다. 제11·12대 민주정의당 소속 국회의원, 한국노동문제연구원 원장을 역임하였다.

## 역대 선거 결과
|  | 30.60% |

|  | 23.90% |